# Siphodera vinaledwardsii
Siphodera vinaledwardsii är en plattmaskart. Siphodera vinaledwardsii ingår i släktet Siphodera och familjen Cryptogonimidae. Inga underarter finns listade i Catalogue of Life.